# Klinikum Merzig
Das Klinikum Merzig ist eine Klinik in Merzig, Saarland. Es befindet sich in Trägerschaft der Gruppe Saarland-Heilstätten (SHG).

## Geschichte
Während der Cholera-Epidemie 1854 kamen drei Schwestern vom heiligen Karl Borromäus von Trier nach Merzig. Ein Kranken- und Waisenhaus wurde am 5. August 1880 durch den Pastor Dechant Reiss eingeweiht. Die Schlüssel wurden den Schwestern am 24. August 1880 übergeben.
1959 erfolgte ein Neubau. 1993 wechselte die Trägerschaft vom Landkreis Merzig-Wadern zur Saarland Heilstätten GmbH (SHG). 1998 wurde ein Neubau eingeweiht. Nördlich der Klinik befindet sich der Park der Andersdenkenden.
Im Juli 2023 geriet das Klinikum in finanzielle Schwierigkeiten und stellte wegen drohender Zahlungsunfähigkeit einen Antrag auf ein Schutzschirmverfahren. Das Klinikum soll sich mit Unterstützung externer Fachanwälte restrukturieren.

## Einrichtung
Das Klinikum verfügt über 10 Fachabteilungen:
- Klinik für Allgemein- und Viszeralchirurgie, Proktologie, Phlebologie
- Klinik für Anästhesiologie, Operative Intensivmedizin und Notfallmedizin
- Klinik für Anästhesiologie: Palliativmedizin
- Klinik für Allgemein- und Viszeralchirurgie: Gynäkologie
- Klinik für Innere Medizin: Kardiologie, Internistische Intensivmedizin
- Klinik für Innere Medizin: Gastroenterologie
- Klinik für Kinder- und Jugendpsychiatrie, Psychotherapie und Psychosomatik
- Klinik für Neurologie mit Stroke Unit, Früh-Reha und Schmerzklinik
- Klinik für Orthopädie und Unfallchirurgie und Sportmedizin
- Klinik für Psychiatrie, Psychotherapie und Psychosomatik mit Tageskliniken und Institutsambulanzen

Im Haus befindet sich auch das Saarländische Psychiatriemuseum.